# إريك بالمر براون
إريك بالمر براون (بالإنجليزية: Erik Palmer-Brown)‏ (24 أبريل 1997 بنابوليون في الولايات المتحدة - ) هو لاعب كرة قدم أمريكي في مركز الدفاع. شارك مع منتخب الولايات المتحدة تحت 17 سنة لكرة القدم ومنتخب الولايات المتحدة تحت 18 سنة لكرة القدم ومنتخب الولايات المتحدة تحت 20 سنة لكرة القدم. أما مع النوادي، فقد لعب مع سبورتينغ كانساس سيتي ونادي بورتو وFC Porto B ‏.

## روابط خارجية
- إريك بالمر براون على موقع الدوري الأمريكي (الإنجليزية)
- إريك بالمر براون على موقع إي إس بي إن إف سي (الإنجليزية)
- إريك بالمر براون على موقع قاعدة بيانات كرة القدم.إي يو (الإنجليزية)
- إريك بالمر براون على موقع ليكيب (الفرنسية)
- إريك بالمر براون على موقع ناشيونال فوتبول تيمز (الإنجليزية)
- إريك بالمر براون على موقع Soccerbase.com (لاعب) (الإنجليزية)
- إريك بالمر براون على موقع Soccerway.com (الإنجليزية)
- إريك بالمر براون على موقع عالم كرة القدم.نت (الإنجليزية)
- إريك بالمر براون على موقع AS.com (الإسبانية)